# アレシャンドレ・ルイス・グラール
アレシャンドレ・ルイス・グラール（Alexandre Luiz Goulart, 1976年7月24日 - ）は、ブラジル・ミナスジェライス州サン・ジョアン・デル・レイ出身の元サッカー選手。現役時代のポジションはフォワード。通称アレシャンドレ・グラール。日本での登録名はアレシャンドレ。

## 経歴
ポルトガルリーグでの6シーズンで57得点をマークしたストライカー。ボアヴィスタ所属時には、UEFAチャンピオンズリーグでドルムント相手に驚異的なミドルシュートを叩き込んだ実績を持つ。2006年7月に1年の期限付き移籍で清水エスパルスに加入した。
移籍当初は長谷川健太監督が当時右サイドハーフのレギュラーであった兵働昭弘を左サイドバックにコンバートさせ、アレシャンドレを右サイドハーフに置きさらなる攻撃力アップを図ろうとしていた。
J1初シーズンの2006年は、少ない出場機会ながら優雅な動きやヒールパスなど、実力の片鱗を見せはしたが、怪我やワールドカップ中断期間のキャンプ中の不慮の事故により本領発揮とまではいかず、第28節アルビレックス新潟戦で左膝膝蓋骨外側亜脱臼 (全治4ヶ月程度) の負傷により不本意なままシーズンを終えた。2007年シーズンは、怪我を癒しての巻き返しが期待されていたが、出場機会のないまま5月をもって退団した。

## 個人成績
| 国内大会個人成績 | 国内大会個人成績 | 国内大会個人成績 | 国内大会個人成績 | 国内大会個人成績 | 国内大会個人成績 | 国内大会個人成績 | 国内大会個人成績 | 国内大会個人成績 | 国内大会個人成績 | 国内大会個人成績 | 国内大会個人成績 |
| 年度             | クラブ           | 背番号           | リーグ           | リーグ戦         | リーグ戦         | リーグ杯         | リーグ杯         | オープン杯       | オープン杯       | 期間通算         | 期間通算         |
| 年度             | クラブ           | 背番号           | リーグ           | 出場             | 得点             | 出場             | 得点             | 出場             | 得点             | 出場             | 得点             |
| 日本             | 日本             | 日本             | 日本             | リーグ戦         | リーグ戦         | リーグ杯         | リーグ杯         | 天皇杯           | 天皇杯           | 期間通算         | 期間通算         |
| ---------------- | ---------------- | ---------------- | ---------------- | ---------------- | ---------------- | ---------------- | ---------------- | ---------------- | ---------------- | ---------------- | ---------------- |
| 2006             | 清水             | 33               | J1               | 7                | 0                | 0                | 0                |                  |                  |                  |                  |
| 2007             | 清水             | 33               | J1               | 0                | 0                | 0                | 0                |                  |                  |                  |                  |
| 通算             | 日本             | 日本             | J1               | 7                | 0                | 0                | 0                |                  |                  |                  |                  |
| 総通算           | 総通算           | 総通算           | 総通算           | 7                | 0                | 0                | 0                |                  |                  |                  |                  |